# Батан (остров)
 Эта статья — о филиппинском острове в провинции Батанес. О филиппинском острове в провинции Албай см. Батан (остров, Албай).
Бата́н (англ. Batan Island) — вулканический остров, расположенный в Лусонском проливе на границе Филиппинского и Южно-Китайского морей. Административно относится к провинции Батанес (регион Долина Кагаян, Филиппины). 43-й по площади остров страны.

## География, описание
Остров Батан вытянут с юго-запада на северо-восток на 19 километров, имеет ширину от 2 до 5 километров, площадь 95,18 км². Высшая точка острова — гора Ирая (1009 метров над уровнем моря, последнее извержение в 1454 году). По переписи 2010 года на Батане проживали 11 979 человек (11 173 в 2000 году), в основном представители этнолингвистической группы иватаны. На острове расположены четыре поселения: Баско (8579 человек по оценке 2015 года), Махатао (1555), Ивана (1327) и Уюган (1297).
В 4,5 километрах к юго-западу от Батана расположен остров Сабтанг, а в 30 километрах к северо-северо-западу — остров Итбаят.

## История
Японское вторжение на Филиппины началось в декабре 1941 года в ходе Второй мировой войны. Первой точкой страны, атакованной императорской армией, стал именно остров Батан. Это была первая в этой войне высадка вражеских войск на территорию США, осуществлённая через несколько часов после нападения на Пёрл-Харбор. Остров был захвачен без боя, японцы за считанные часы оборудовали лётное поле и начали дальнейшее продвижение с целью захвата крупнейшего острова Филиппин — Лусона. Впрочем, в связи с успешной атакой на лётное поле Кларк-Филд, необходимость в аэродроме на Батане отпала сразу же.

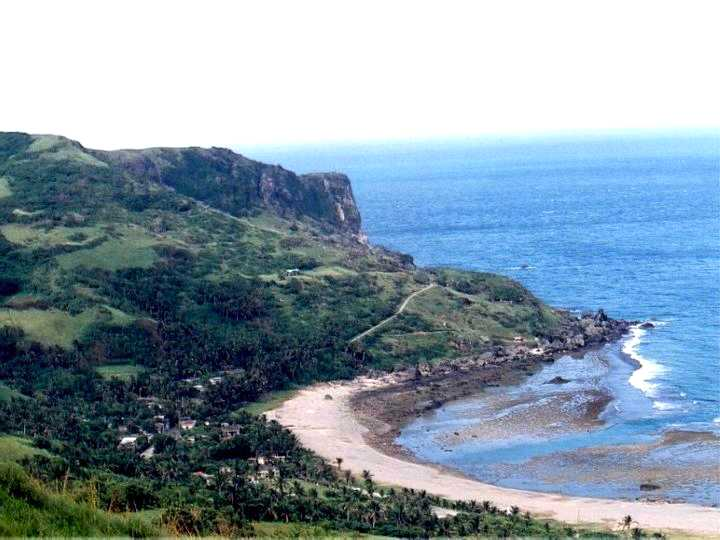
Пляж в Уюгане[англ.]
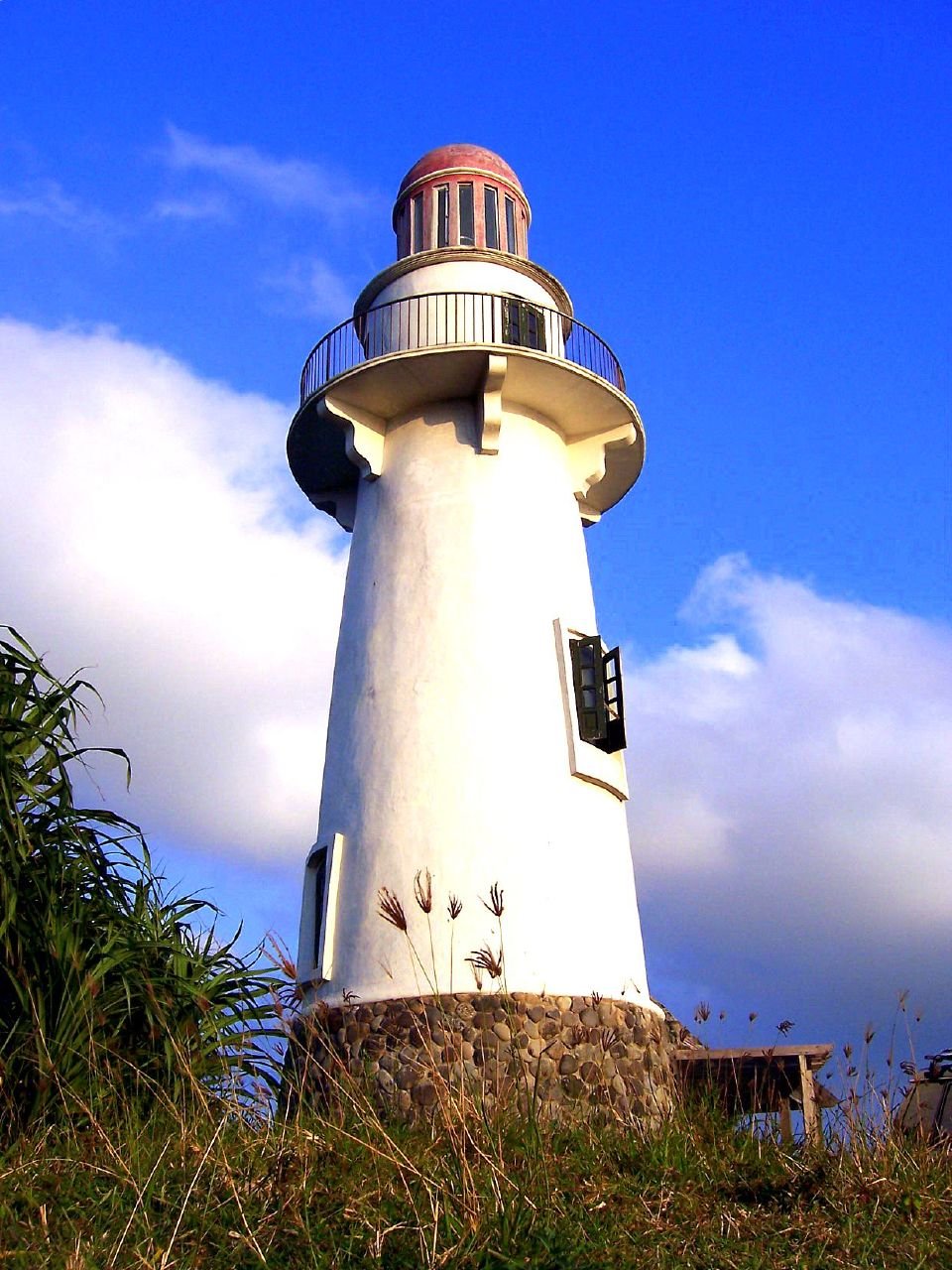
Маяк в Баско
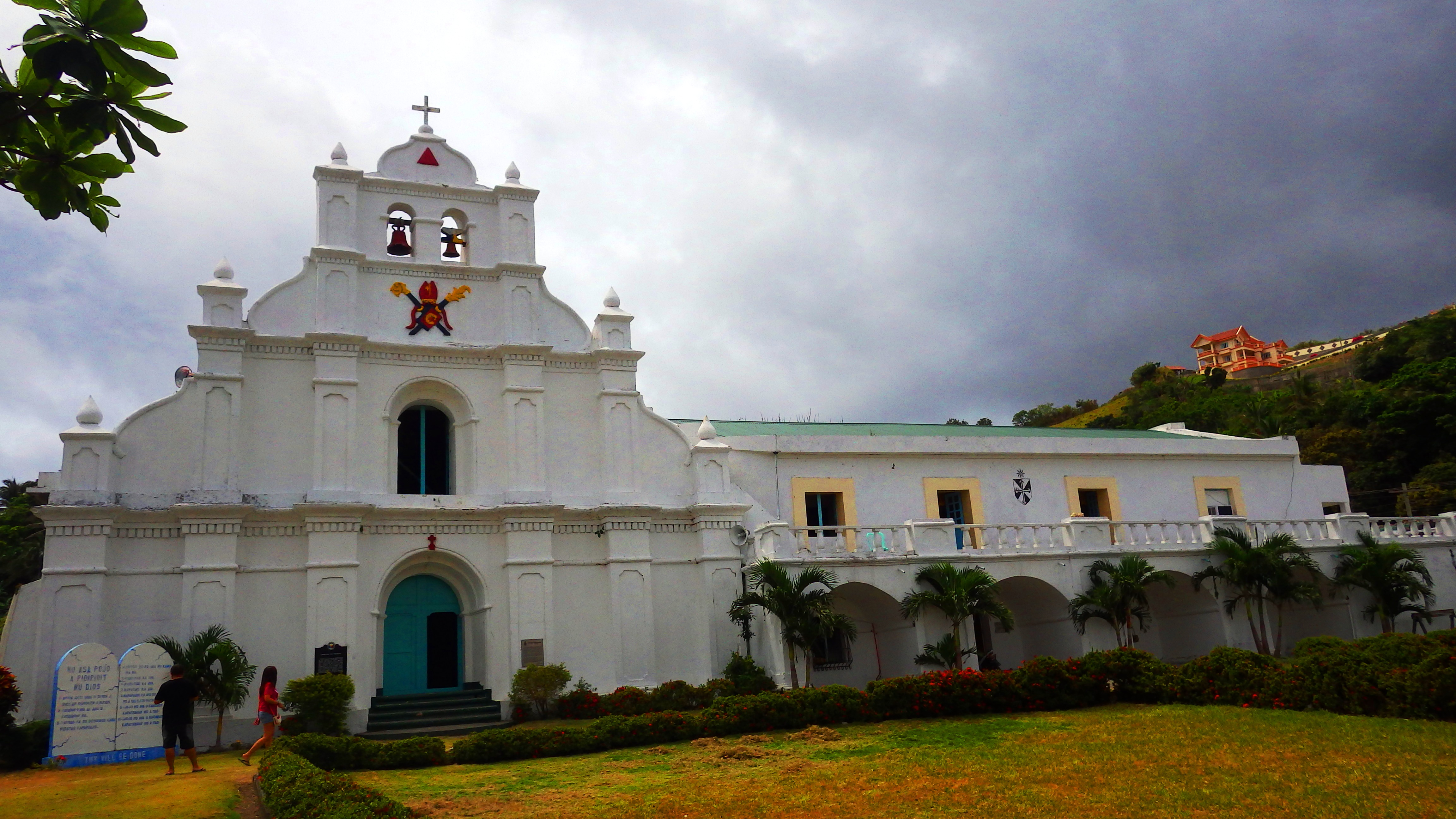
Церковь в Махатао[англ.]
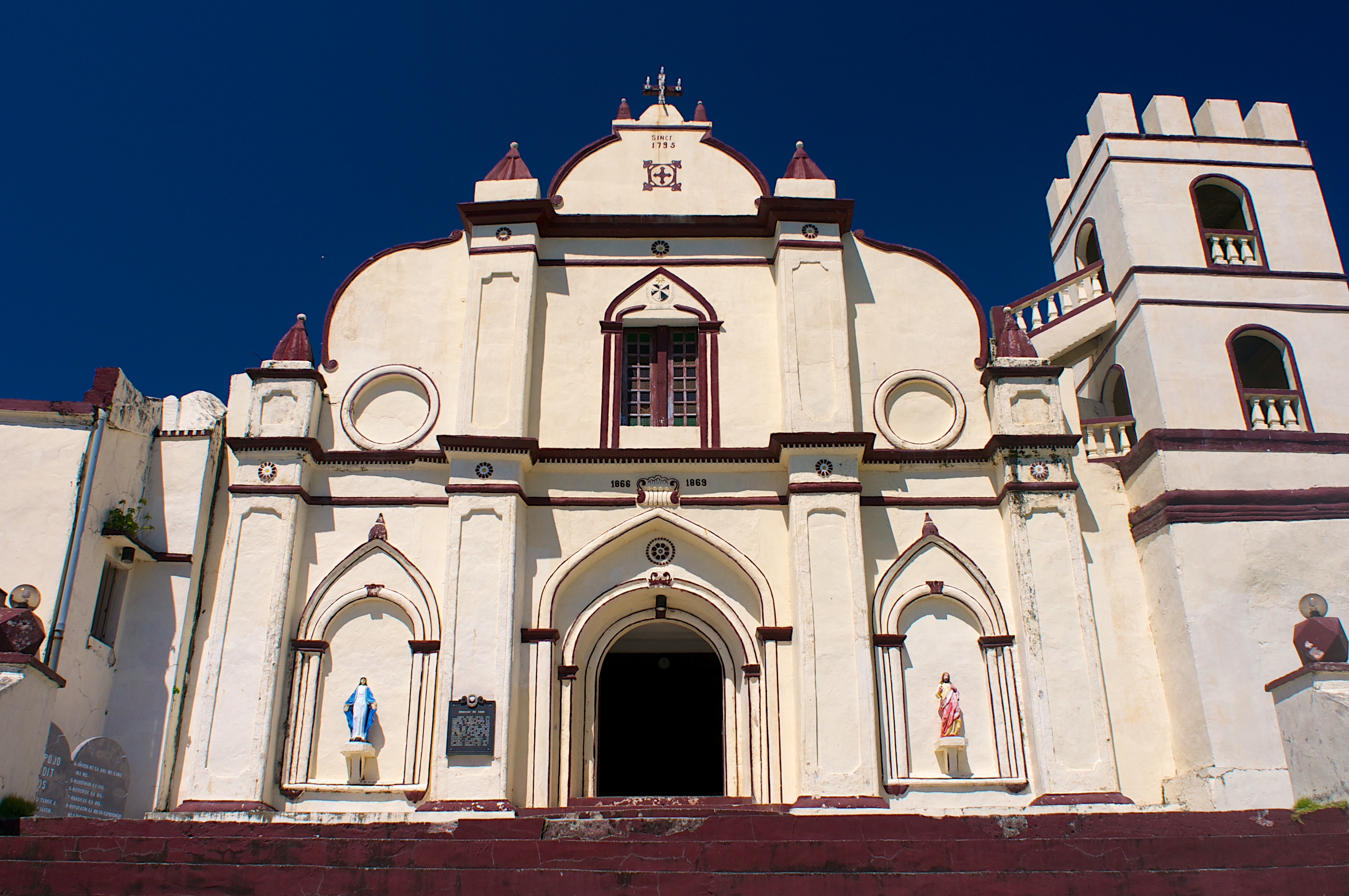
Церковь в Иване
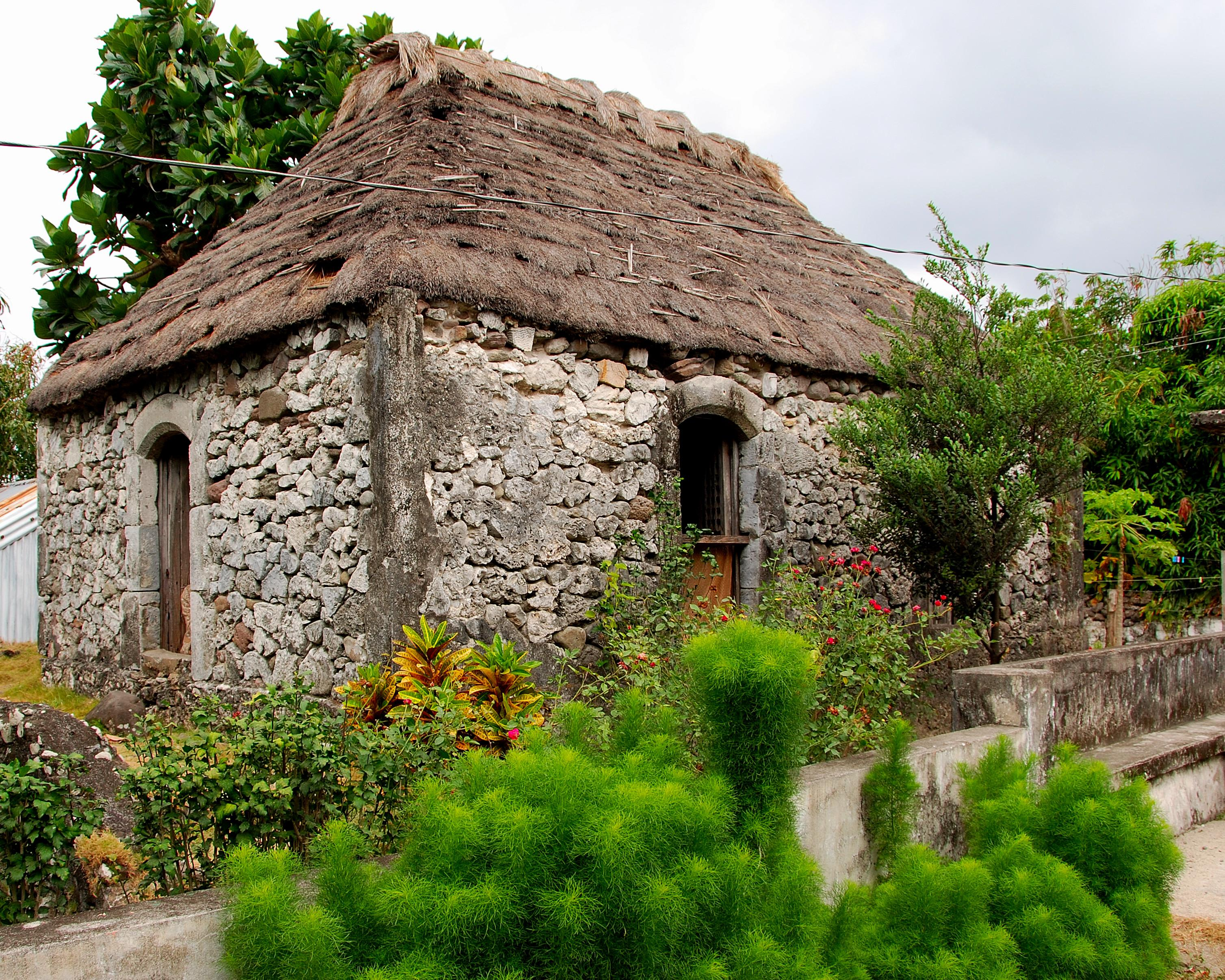
Старинный дом, построенный из кораллов
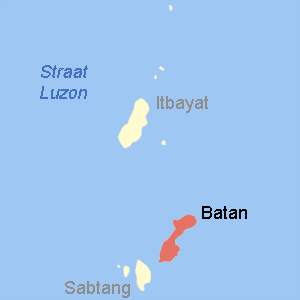
Архипелаг Батанес